# Лисбоа, Нелсон
Нелсон ду Коуту-и-Силва Маркес Лисбоа (порт. Nelson do Couto e Silva Marques Lisboa; 23 августа 1934, Белу-Оризонти — 30 октября 2020, Понта-Гроса, Парана) — бразильский баскетболист. Участник летних Олимпийских игр 1956 года.

## Биография
Нелсон Лисбоа родился 23 августа 1934 года в бразильском городе Белу-Оризонти.
Начал заниматься баскетболом в 1940-е годы. Играл за «Жерастико» из Минас-Жерайса.
В 1956 году вошёл в состав сборной Бразилии по баскетболу на летних Олимпийских играх в Мельбурне, занявшей 6-е место. Провёл 4 матча, набрал 8 очков (3 в матче со сборной Чили, по 2 — с Австралией и Болгарией, 1 — с СССР).
В 1957 году участвовал в баскетбольном турнире Всемирных университетских игр в Париже.
Умер 30 октября 2020 года в бразильском городе Понта-Гроса от остановки сердца. Похоронен в Понта-Гросе.